# Tomb Raider (jogo eletrônico de 2000)
Tomb Raider é um jogo eletrônico de ação-aventura desenvolvido pela Core Design e publicado pela THQ. É um título spin-off da série Tomb Raider e foi lançado exclusivamente para Game Boy Color em junho de 2000 na América do Norte e no mês seguinte na Europa. Uma sequência intitulada Tomb Raider: Curse of the Sword estrou um ano depois.

## Jogabilidade
Em Tomb Raider o jogador controla a protagonista Lara Croft em catorze níveis espalhados em cinco áreas. Cada nível envolve a resolução de quebra-cabeças, superação de obstáculos e confronto contra inimigos. Lara pode realizar até 25 movimentos diferentes, incluindo escalar beiradas, piruetas e mergulhos. A história acompanha as tentativas de Lara de impedir que um grupo de caçadores de tesouro tome posse da Pedra do Pesadelo, um artefato capaz de libertar o deus maligno Quaxet.

## Desenvolvimento
Tomb Raider foi desenvolvido pela Core Design e publicado pela THQ, que entrou em um acordo de licenciamento junto com Eidos Interactive, tendo sido o primeiro jogo da série Tomb Raider a ser lançado em um console portátil e em um console da Nintendo. Diferentemente da maioria dos outros jogos para Game Boy Color, que normalmente limitavam a resolução do personagem jogável em dezesseis a 32 pixels de altura, a Lara Croft de Tomb Raider tem 48 pixels de altura com o objetivo de acentuar seu visual. A personagem também possui dois mil quadros diferentes de animação.

## Recepção
Tomb Raider foi bem recebido pela crítica, tendo um índice de aprovação de 79% no agregador GameRankings. Frank Provo da GameSpot elogiou o projeto de níveis, afirmando que cada um possuía um tema de jogabilidade diferente. As revistas Nintendo Power e Planet Game Boy destacaram a qualidade das animações de Lara, enquanto Craig Harris da IGN gostou do fato do jogador poder realizar uma grande variedade de movimentos apenas com os limitados botões do Game Boy Color.